# Аполлодор (скульптор)
Аполлодор — скульптор в Стародавній Греції, який виготовляв статуї з бронзи. Він був настільки вибагливий, що часто розбивав свої роботи на шматки після того, як вони були закінчені, і тому отримав прізвище «божевільного», в образі якого його зобразив скульптор Сіланіон. Якщо припустити, що ці два художники були сучасниками, то Аполлодор жив близько 324 року до нашої ери.
Зрештою, Пліній Старший згадує Аполлодора, серед інших названих художників, які робили бронзові статуї філософів.
На базі Венери Медічі Аполлодор згадується як батько скульптора Клеомена. Класицист Фрідріх Тірш припускає, що він міг бути тією ж людиною, що й автор цієї статті, оскільки статуя останнього, виконана Сіланіоном, могла бути зготовлена за традицією будь-коли після його смерті. Аполлодор, однак, настільки поширене грецьке ім'я, що з однієї згадки про нього не можливо зробити істине заключення.

## Книгопис
- Bianchi Bandinelli, Ranuccio (1986). UTET Libreria (ред.). L'arte dell'antichità classica. Grecia. ISBN ISBN 88-7750-183-9. {{cite web}}: Перевірте значення |isbn=: недійсний символ (довідка); Пропущений або порожній |url= (довідка); Проігноровано невідомий параметр |città= (можливо, |location=?) (довідка); Проігноровано невідомий параметр |coautori= (можливо, |coauthors=?) (довідка); Проігноровано невідомий параметр |wkautore= (можливо, |author-link=?) (довідка)
- Pierluigi De Vecchi (1999). Bompiani (ред.). I tempi dell'arte. ISBN ISBN 88-451-7107-8. {{cite web}}: Перевірте значення |isbn=: недійсний символ (довідка); Пропущений або порожній |url= (довідка); Проігноровано невідомий параметр |autore2= (можливо, |author2=?) (довідка)
- W. Fuchs (1982). Rusconi (ред.). Storia della scultura greca. {{cite web}}: Пропущений або порожній |url= (довідка); Проігноровано невідомий параметр |città= (можливо, |location=?) (довідка)
- Gagarin, Michael (2010). Oxford University Press (ред.). The Oxford encyclopedia of ancient Greece and Rome (inglese) . ISBN 978-0-19-517072-6. {{cite web}}: Пропущений або порожній |url= (довідка); Проігноровано невідомий параметр |cid= (можливо, |ref=?) (довідка); Проігноровано невідомий параметр |città= (можливо, |location=?) (довідка); Проігноровано невідомий параметр |coautori= (можливо, |coauthors=?) (довідка)
- Antonio Giuliano (1988). Carocci (ред.). Storia dell'arte greca. ISBN ISBN 88-430-1096-4. {{cite web}}: Перевірте значення |isbn=: недійсний символ (довідка); Пропущений або порожній |url= (довідка); Проігноровано невідомий параметр |città= (можливо, |location=?) (довідка)
- Giuliano, Antonio (1987). Il saggiatore (ред.). Arte greca : Dall'età classica all'età ellenistica. {{cite web}}: Пропущений або порожній |url= (довідка); Проігноровано невідомий параметр |città= (можливо, |location=?) (довідка)
- Ian Jenkins (2006). Harvard University Press (ред.). Greek Architecture and Its Sculpture  (англ.). {{cite web}}: Пропущений або порожній |url= (довідка); Проігноровано невідомий параметр |città= (можливо, |location=?) (довідка)
- G. M. Muskett (2012). Bristol Classical Press (ред.). Greek Sculpture (англ.). {{cite web}}: Проігноровано невідомий параметр |città= (можливо, |location=?) (довідка)
- Plinio il Vecchio (78). Naturalis historia  (лат.). {{cite web}}: Пропущений або порожній |url= (довідка)

- Pollitt, Jerry Jordan (1990). Cambridge University Press (ред.). The art of ancient Greece : sources and documents (англ.). с. 120. ISBN 0-521-27366-8. {{cite web}}: Проігноровано невідомий параметр |città= (можливо, |location=?) (довідка)